# Claude d'Abzac-Epezy
Pour l’article homonyme, voir Abzac.
Claude d'Abzac-Epezy, née le 13 février 1960 à Neuilly-sur-Seine, est une historienne française

## Biographie

### Jeunesse et études
Elle est reçue à l'agrégation d'histoire en 1985. Elle obtient un doctorat d’histoire sur « L'Armée de l'air de Vichy, 1940-1944 » à l'Université Panthéon-Sorbonne, le 30 novembre 1996,, sous la direction de Maurice Vaïsse, et de Raoul Girardet, Jean-Pierre Azéma, Emmanuel Chadeau. Elle gagne le Prix d’histoire militaire du ministère de la Défense. 

### Parcours professionnel
De 2002 à 2009, elle est chargée de recherches au Centre d'études d'histoire de la défense (CEHD), du ministère de la Défense. Chargée de recherche et d’enseignement au Service historique de l'Armée de l'air et anime la Commission socio-culturelle des Armées du CEHD (2002-2009). 
De 2009 à 2021, elle est professeur en classes préparatoires aux grandes écoles de commerce au lycée Louis-le-Grand, à Paris.
Depuis septembre 2021 elle est retournée travailler au Ministère de la Défense.

## Publications

### Ouvrages historiques
- L'Armée de l'air des années noires : Vichy 1940-1944, avec le général Maurice Schmitt, Paris, Economica, 1998
- La Seconde Guerre mondiale, Armand Colin, coll. « Synthèse », 1999, 96 p.
- L'Armée de Vichy : le corps des officiers français 1940-1944, avec Robert Paxton, 2006
- Larminat : un fidèle, avec Philippe Oulmont, 2008
- Opération Cyclope : une enquête du colonel Lanvaux, 2013
- Le Réseau constellation : une enquête du colonel Lanvaux, Nouveau monde Éditions, 2013

### Articles

#### Cahier du CHED
- « Histoire socioculturelle IV. Héros militaire, culture et société » (sous la direction de Claude d’Abzac-Epezy), in Cahier du CEHD (IRSEM), no 38, publication prévue par l’IRSEM, 2011, 207 p (communications de Jean-François Chanet, Xavier Boniface, Jean Martinant de Préneuf, Jean-Baptiste Bruneau, Paul Gaujac, Bénédicte Chéron, Françoise de Ruffray)
- « La Représentation du héros dans la culture de la gendarmerie, XIXe – XXe siècles » (sous la direction de Claude d’Abzac-Epezy et Edouard Ebel), in Cahier du CEHD, no 35, 2008, 113 p.
- « Histoire socioculturelle III. Guerre et société dans les Balkans : les problèmes de personnel dans l’armée française aux XIXe et XXe siècles » (sous la direction de Claude d’Abzac-Epezy), in Cahier du CEHD, no 30, 2007, 246 p.

#### Revues classées AERES
- « La France face au rapatriement des prisonniers de guerre allemands, in Guerres mondiales et conflits contemporains, no 233, janvier-mars 2009, p. 93-101
- « Le Secrétariat d'État à l'aviation et la politique d’exclusion des juifs (1940-1944) », in Archives juives, no 41/1, 1er semestre 2008, p. 75-90.
- « La Pensée militaire de Camille Rougeron », Revue française de sciences politique, vol. 54, no 5, octobre 2004.
- « La Collaboration militaire, enjeux et limites », Relations Internationales, no 107, automne 2001, p. 303-321.
- « La Reconstruction de l’industrie aéronautique, l’exemple français, 1944-1946 », Histoire, économie et société, 2, 2e trimestre 1999, p. 435-451 »
- « Vichystes ou résistants ? : quelques itinéraires militaires 1940-1944 » Guerres mondiales et conflits contemporains, no 191, 1998, p. 133-149.
- « Épuration, dégagements, exclusions : les réductions d’effectifs dans l’armée française 1940-1947 », Vingtième Siècle, revue d’histoire, 59, juillet-septembre 1998, p. 62-75.
- « Clément Ader : cent ans de controverses », La Recherche, no 225, octobre 1990.
- (en) « Reductions in officers number and relations between Army and Nation : the example of the French army in 1815 and 1945 », War and Society, vol. 7, no 2, septembre 1989, p. 1–14.

#### Colloques et contributions à des ouvrages collectifs
- Culture aérienne et stratégie : les enseignements aériens de la guerre de Corée, Colloque international organisé par l’Institut de stratégie de l’École militaire, La guerre de Corée (1950-1953) soixante ans après, bilan historiographique et nouvelles recherches, Paris, École militaire et Sénat, 3 et 4 juin 2010, à paraître, en 2011 aux éditions Tallandier.
- French air heroes and social construction of virility in the first half of the twentieth century in Nathalie Roseau, et Marie Thébaud-Sorger (dir), Aerial culture (titre provisoire), édition en anglais prévue en 2011 aux Éditions Alphil - Presses universitaires suisses, Neuchâtel.
- Edmond Michelet et la réconciliation dans les armées française, 1945-1946, Colloque Edmond Michelet, un chrétien dans la vie politique, Paris, collège des Bernardins, 10-11 décembre 2010, publication prévue début 2011.
- L’Armée française et les prisonniers de guerre de l’Axe, in Nathalie Genet-Rouffiac (dir) Des prisonniers de guerre aux personnes capturées, actes de la journée d’études organisée par le Service historique de la Défense en mai 2007, SHD collection études, 2010, p. 39-54.
- Le Rôle de l’armée dans le processus de légitimation du général de Gaulle 1940-1944, Fondation Charles de Gaulle, De Gaulle chef de guerre, de l’appel de Londres à la libération de Paris, 1940-1944, Paris, Plon, 2010, p. 299-319.,
- Dictionnaire de La France Libre, sous la direction de François Broche, Georges Caïtucoli, Jean-François Muracciole, Robert Laffont, collection Bouquins, 2010, rédaction de plusieurs articles
- La France pendant la seconde guerre mondiale, Atlas historique (sous la direction de Jean-Luc Leleu, Françoise Passera, Jean Quellien, Michel Daeffler), Fayard, 2010 (rédaction de plusieurs chapitres)
- Transformer l’armée française en 1945-1946, un exemple de gestion politique du retour à la paix, La Gestion des après-guerre en France, actes du colloque du 9 novembre 2006 organisé par l’Université d’Orléans et le service départemental de l’ONAC du Loiret, publié par ONAC sous la direction de Karine Guéritat, 2008, p. 21-36.
- Edmond Michelet et la démobilisation de l’armée française (1945-1946), Revue historique des armées, no 245, 4/2006. « Les sorties de guerre », p. 37-47.
- L’Héritage de la résistance dans l’armée, Pourquoi résister ? Résister pour quoi faire ? sous la direction de B. Garnier, J.-L., Leleu, J. Quellien, A. Simonin, Caen, CRHQ, 11/2006, 360 p (Collection Seconde Guerre mondiale no 6) p. 237-254.
- Le Haut Commandement des forces terrestres en 1939-1940, échec d’une organisation ou échec des hommes, Les Cahiers de Mars, no 188,
- Organisation du commandement 2e trimestre 2006, p. 116-119
- Les Militaires en politique, l’exemple de la France de Vichy, Cahier du CEHD no 26, « Armée et pouvoir en France et en Allemagne aux XIXe siècle et XXe siècle », Vincennes, CEHD, 17 octobre 2003. 2006, p. 79-97.
- Dictionnaire historique de la Résistance, sous la direction de François Marcot, avec la collection Bouquins, 2006, 1248 p. (rédaction de plusieurs articles)
- Camille Rougeron, in Fabrice Fanet et Jean-Christophe Romer, Les militaires qui ont fait la France, Le Cherche-Midi, 2008, 54 p.
- Les Idées de Giulio Douhet à l’épreuve des faits, Penser les Ailes françaises, no 9 février 2006, p. 20-26.
- Surprise et Adaptation : les leçons aériennes de la guerre de Corée, Penser les Ailes françaises, revue du Centre d’études stratégiques aérospatiales (CESA), no 9, février 2006, p. 103-112.
- Un critique français de Douhet : Camille Rougeron et l’aviation de bombardement dans les années trente, Penser les Ailes françaises, no 7, septembre 2005, p. 40-46.
- La Question de l’armée européenne (1952-1953), in Fondation Charles de Gaulle, le général de Larminat, un fidèle hors série, Paris, LBM, 2008, p. 231-247
- L’Afrique dans la politique de défense des Européens, 1880-1940, Les Cahiers de Mars, no 191, 1er trimestre 2007, « Prévention et gestion des crises en Afrique » p. 114-118.
- Dictionnaire de Gaulle, sous la direction de Claire Andrieu, Philippe Braud et Guillaume Piketty, Éditions Robert Laffont, 2006, 1265 p. (rédaction de plusieurs articles)
- Le Soldat citoyen en France depuis 1789, un modèle politique ?, Les Cahiers de Mars, no 194, « Esprit de défense et citoyenneté », décembre 2007, p. 6 8-73.
- Les Problèmes du service militaire en France de 1940 à 1946, disparition et renaissance, Cahier du CEHD no 30, « Histoire socioculturelle III, 2007, p 185-199.
- Survivre et renaître, l’organisation du service militaire en France de 1940 à 1950, Cahier spécial du CEHD, « L’organisation du service militaire, reflet des évolutions de la société française », CEHD, C2SD, DSN, 2007, p. 37-47.

## Télévision
- Sur les traces du passé, participations à l’émission produite par Mfp pour Arte (parcours d’un prisonnier de guerre allemand), janvier 2008

## DVD
- Archives de guerre, CD et DVD, Nouveau monde éditions, 2004
- Images de guerre, CD et DVD, Nouveau monde éditions, 2004

## Expositions
- Centre européen du résistant déporté, Struthof Natzweiler, exposition permanente 2005
- Musée de la Légion d'honneur, exposition permanente

## Distinctions
- Membre du conseil d'administration du Musée de l'air et de l'espace (2003-2007)[4]
- Membre de l'Académie de l'air et de l'espace (2007)[4]
- Prix d'histoire militaire du ministère de la Défense (1997)[4]